# Udamoselis pigmentaria
Udamoselis pigmentaria is een halfvleugelig insect uit de familie witte vliegen (Aleyrodidae), onderfamilie Udamoselinae.
De wetenschappelijke naam van deze soort is voor het eerst geldig gepubliceerd in 1909 door Günther Enderlein.